# Pelle Bergström
Pelle Bergström, född 1956 i Malmö, är en svensk fotograf. Han utbildade på Grafiska institutet och vid Konstfack i Stockholm, utexaminerad 1983. Han inledde sin karriär som dokumentärfotograf. År 1994 utgav han boken ”Järn”, en skildring av järnverksarbetare i deras arbetsmiljö.

## Utställningar i urval
- 2022 Blockografier, Galleri Glas, Stockholm
- 2014 Nordic Light, Thielska Galleriet, Stockholm
- 2008 Galleri Double Elvis, Stockholm
- 2007 Galleri Ingerstedt, Paris
- 1995 Index Galleri, Stockholm
- 1994 Arbetets Museum, Norrköping
- 1986 Gauss Galleri, Stockholm
- 1984 Dalarnas Museum, Falun